# John Magri
John Magri (ur. 7 kwietnia 1941) – maltański kolarz szosowy,  olimpijczyk.
Brał udział w igrzyskach olimpijskich w 1972 (Monachium). Startował tylko w jeździe drużynowej na czas i wraz z Alfredem Tonną, Josephem Saidem i Louisem Bezziną zajął 31. miejsce na 36 zespołów (wyprzedzili m.in. zdyskwalifikowanych Holendrów). Miał wówczas jedynie 148 cm wzrostu.